# Libystica complex
Libystica complex là một loài bướm đêm trong họ Noctuidae.